# Acre-foot

1 acre-foot

Ein acre-foot (Plural: acre-feet) ist eine in den Vereinigten Staaten benutzte Volumenmaß-Einheit. Es wird vorzugsweise für großräumige Wasserbehälter, Aquädukte, Kanäle und Stauseen verwendet und dient auch zur Messung von Grundwasserentnahmen und Wasserverbrauch in der Landwirtschaft.
Das acre-foot ist definiert durch das Volumen, das notwendig ist, um eine Fläche von einem acre mit einer Tiefe von einem foot (Fuß) mit Wasser zu überfluten. Ein acre ist exakt 43.560 ft² (Quadratfuß) groß. Somit umfasst ein acre-foot ein Volumen von exakt 43.560 ft³ (Kubikfuß).
Die Besonderheit dabei ist, dass man gewöhnlich bei einem Volumenmaß einen Würfel mit drei gleichen Kantenlängen erwartet. Das wäre beim acre-foot ein Würfel mit der Kantenlänge von etwa 35 feet (genauer ist die Zahl 35,1854). Im metrischen System ist das ein Würfel mit einer Kantenlänge von etwa 10,72 m; nach der US-amerikanischen Definition handelt es sich aber um einen Quader mit drei unterschiedlichen Kantenlängen:
1 furlong × 1 chain × 1 foot = 660 ft × 66 ft × 1 ft (oder 1 acre × 1 foot)

## Umrechnungen
- 1 acre-foot = 43.560 Kubikfuß = 325.8513⁄7 US gallon = 1.233.481,837.547.52 Liter ≈ 1233 m3
- 1.000.000 acre-foot = 1 million acre-foot = 1 MAF = 1,23348183754752 km3

## Anwendungsbeispiel
Im heißen New Mexico ist Wasser knapp. Die Wasserrechte werden behördlich geregelt. Ein Brunnen hat z. B. ein genehmigtes Wasserkontingent von 0,7 acre-foot je Jahr. Das sind 863 m³ je Jahr bzw. 2,3 m³ täglich. Der durchschnittliche Wasserverbrauch eines deutschen Haushaltes beträgt (zum Vergleich) 100 m³/Jahr.
Als Faustregel rechnen die US-amerikanischen Wasserbehörden mit einem jährlichen Wasserverbrauch von einem acre-foot für eine vierköpfige Familie. In vielen historischen Wasser-Verwaltungs-Verträgen wird mit der Einheit acre-foot/Jahr gerechnet. Beispielsweise wird das Wasser des Colorado River mit einem Vertrag zwischen sieben US-Bundesstaaten aufgeteilt – es handelt sich um 15 Millionen acre-feet/Jahr. Der Fluss führt manchmal weniger Wasser.